# Пушкарі (Новотор'яльський район)
Пушкарі́ (рос. Пушкари, марій. Пушкар) — присілок у складі Новотор'яльського району Марій Ел, Росія. Входить до складу Пектубаєвського сільського поселення.

## Населення
Населення — 5 осіб (2010; 3 у 2002).
Національний склад (станом на 2002 рік):
- росіяни — 100 %